# 국제 탁구 연맹
국제 탁구 연맹(國際卓球聯盟, International Table Tennis Federation)은 세계 탁구를 운영하고 관리하는 국제 기구이다. 본부는 스위스 로잔에 위치하고 있으며, 현 회장은 캐나다의 애덤 샤라라(Adham Sharara)이다. 2010년 현재 210개 회원국을 보유하고 있다.

## 역사
국제 탁구 연맹은 1926년 창설되었다. 창설 당시 회원국은 덴마크, 독일, 스웨덴, 오스트리아, 웨일스, 인도, 잉글랜드, 체코슬로바키아, 헝가리의 9개 국가였다. 최초의 국제 대회는 1926년 1월 베를린에서 개최되었으며, 제1회 세계 탁구 선수권 대회는 1926년 12월 런던에서 개최되었다.
국제 탁구 연맹의 역할에는 탁구 규칙 및 규정 관리와 스포츠로서의 탁구의 기술적 발전을 도모하는 것이 포함된다. 연맹은 세계 탁구 선수권 대회를 포함한 각종 국제 대회를 주관한다.
2000년 말까지 국제 탁구 연맹은 텔레비전 중계를 통한 탁구 경기 관전을 용이하게 만들기 위한 목적에서 일련의 규정 개정을 단행하였다. 가장 큰 변화 중 한 가지는 기존의 38mm 공이 40mm 공으로 교체되어 크기가 커진 것이었다. 이는 공의 공기 저항을 증가시켜 경기 속도를 늦추기 위한 조치였다.
2008년 2월 29일, 국제 탁구 연맹은 중국 광저우에서 열린 회의 직후 몇 가지 규정 개정을 발표하였다. 여기에는 선수가 새로운 협회의 소속으로 대회에 출전하는 것을 허용하는 변경안이 포함되어 있었다. 이러한 새로운 규정은 여러 협회들이 개별적으로 선수들을 육성할 수 있는 길을 열어주기 위한 것이었다.

## 외교적 역할
다른 스포츠 연맹과는 달리, 국제 탁구 연맹은 분쟁 지역 국가의 탁구 연맹도 회원국으로 인정해 왔다. 예를 들어, 코소보는 여타 스포츠 연맹들에 의해 공식적으로 인정 받지 못하고 있지만 국제 탁구 연맹은 코소보 탁구 연맹을 공식 회원 연맹으로 인정하고 있다. 마찬가지로 연맹은 1953년, 당시 서방 국가들과 비우호적 관계에 있었던 중화인민공화국 또한 공식 회원국으로 인정했었는데 이를 계기로 미국과 중국간의 기본적인 외교 채널이 형성되기 시작했으며, 이것이 훗날 1970년대 미국과 중국의 핑퐁 외교의 시초가 되었다.

## 조직
국제 탁구 연맹 산하에는 6개 대륙별 연맹이 있으며, 각 대륙 연맹에는 개별적인 조직과 수장이 존재한다. 다음은 각 대륙별 연맹의 현황이다.
| 대륙          | 회원국 수 | 소속 대륙 연맹                 |
| ------------- | --------- | ------------------------------ |
| 아프리카      | 46        | 아프리카 탁구 연맹 (ATTF)      |
| 아시아        | 45        | 아시아 탁구 연맹 (ATTU)        |
| 유럽          | 57        | 유럽 탁구 연맹 (ETTU)          |
| 라틴 아메리카 | 36        | 라틴 아메리카 탁구 연맹 (ULTM) |
| 북아메리카    | 4         | 북아메리카 탁구 연맹 (NATTU)   |
| 오세아니아    | 22        | 오세아니아 탁구 연맹 (OTTF)    |

국제 탁구 연맹에 가입된 모든 협회들은 매년 개최되는 정기 총회(Annual General Meeting)에 참가한다. 조직 및 탁구 규정, 신규 회원국의 가입 등이 총회의 안건으로 다루어지며 투표에 의해 의사가 결정된다. 또한 한 명의 회장 및 8명의 부회장, 32명 혹은 그 이하의 각 대륙 연맹 대표가 총회에서 선거를 통해 선출되며, 4년 임기로 운영된다. 회장과 부회장들은 운영 위원회(Executive Committee)를 구성하며, 대륙별 대표 및 각 대륙 연맹 회장 혹은 그 대리자는 이사회(Board of Directors)를 구성한다. 이 이사회는 운영 위원회와 함께 국제 탁구 연맹의 업무 전반을 담당한다. 다수의 위원회 및 회의, 업무 그룹, 패널이 연맹 조직 및 이사회 산하에서 일하고 있다.

## 대회
다음은 올림픽 탁구를 포함한 국제 탁구 연맹이 주관하는 국제 대회의 현황이다.
| 대회명                       | 개최 시기 | 기간           | ITTF 랭킹 | ITTF 랭킹 | 부문* | 부문* | 부문* | 부문* | 부문* | 부문* | 부문* |
| 대회명                       | 개최 시기 | 기간           | 랭킹      | 보너스    | MT    | WT    | MS    | WS    | MD    | WD    | XD    |
| ---------------------------- | --------- | -------------- | --------- | --------- | ----- | ----- | ----- | ----- | ----- | ----- | ----- |
| 하계 올림픽                  | 1988      | 4년            | R1        | B1        | •     | •     | •     | •     |       |       |       |
| 세계 선수권 대회             | 1926      | 홀수 연도      | R1        | B1        |       |       | •     | •     | •     | •     | •     |
| 세계 단체 선수권 대회        | 1926      | 짝수 연도      | R1        |           | •     | •     |       |       |       |       |       |
| 남자 월드 컵                 | 1980      | 매년           | R1        | B2        |       |       | •     |       |       |       |       |
| 여자 월드 컵                 | 1996      | 매년           | R1        | B2        |       |       |       | •     |       |       |       |
| 월드 컵 단체전               | 1990      | 홀수 연도      | R1        |           | •     | •     |       |       |       |       |       |
| 챔피언 대회                  | 2007      | 매년           | R2        | B2        |       |       | •     | •     |       |       |       |
| 중국 대 세계 챌린지          | 2009      | 매년           | R2        |           | •     | •     |       |       |       |       |       |
| ITTF 폭스바겐 컵             | 2010      | 매년           | R2        | B2        |       |       | •     | •     |       |       |       |
| ITTF 프로 투어               | 1996      | 매년 10회 이상 | R2        | B3        |       |       | •     | •     | •     | •     |       |
| ITTF 프로 투어 그랜드 파이널 | 1996      | 매년           | R2        | B2        |       |       | •     | •     | •     | •     |       |
| 청소년 올림픽                | 2010      | 4년            | R1        | B3        | •     | •     | •     | •     |       |       |       |
| 세계 주니어 선수권 대회      | 2003      | 매년           | R1        | B3        | •     | •     | •     | •     | •     | •     | •     |
| ITTF 글로벌 주니어 서킷      | 1992      | 매년 20회 이상 | R2        | B4        | •     | •     | •     | •     | •     | •     |       |
| ITTF 글로벌 카데트 챌린지    | 2003      | 매년           | R2        | B4        | •     | •     | •     | •     | •     | •     |       |

* MT/WT: 남/녀 단체전; MS/WS: 남/녀 단식; MD/WD: 남/녀 복식; XD: 혼합 복식

## 같이 보기
- 국제 스포츠 연맹 목록